# Martin B-26 Marauder
Il Martin B-26 Marauder ("Predone") era un bimotore statunitense da bombardamento della seconda guerra mondiale prodotto dalla Glenn L. Martin Company.

## Storia
Fu il primo bombardiere medio impiegato dagli USA nella guerra del Pacifico all'inizio del 1942. Soprannominato Widow-maker (Fabbrica vedove), operò anche sul Mediterraneo e sul fronte dell'Europa occidentale.
Subito dopo la sua entrata in servizio si guadagnò il soprannome di “Fabbrica di vedove” a causa dell'alta percentuale di incidenti, soprattutto in decollo e in atterraggio.
Il Marauder doveva essere pilotato rispettando accuratamente le velocità limite stabilite dal manuale di volo, soprattutto in avvicinamento alla pista e quando un motore era fuori uso. L'elevata velocità da mantenere subito prima dell'atterraggio (150 miglia all'ora - 241 km/h) intimidiva i piloti, abituati a velocità assai più basse, ma se istintivamente rallentavano, l'aereo immediatamente stallava e perdeva l'assetto. Il Marauder divenne un aereo più sicuro quando gli equipaggi vennero meglio addestrati al suo utilizzo e dopo modifiche aerodinamiche, quali l'incremento della superficie alare e dell'angolo di calettamento dell'ala, per ottenere migliori prestazioni in decollo, e superfici di coda più ampie.
Il Marauder subì modifiche costanti, durante la sua vita operativa: tra i cambiamenti più palesi, l'adozione dei nuovi motori Pratt & Whitney R-2800. L'aereo poté così lasciarsi alle spalle la sua pessima reputazione iniziale per divenire, alla fine della Guerra, il bombardiere Americano con la più bassa percentuale di perdite.
Nel 1962, quando venne cambiato il sistema di designazione statunitense, la sigla B-26 venne assegnata al Douglas Invader.

## Sviluppo
Sul finire degli anni trenta i bombardieri medi dell'aviazione statunitense erano macchine ormai obsolete (i Martin B-10 ed i Douglas B-18 Bolo) ed era evidente che sarebbe stato necessario rinnovare la composizione dei reparti con velivoli più moderni.
All'inizio di gennaio del 1939 l'USAAC emanò la richiesta per un nuovo aereo da bombardamento di medie dimensioni per il quale erano previste prestazioni elevate, soprattutto relativamente alla velocità.
La Glenn L. Martin Co. (oggi Lockheed Martin) in meno di sei mesi fu in grado di presentare il proprio progetto (Model 179) che, in ragione delle preoccupazioni che coinvolgevano gli Stati Uniti nella difficile situazione internazionale, fu approvato sulla carta e diede immediatamente origine al primo contratto di 1 100 velivoli.
Il 25 novembre 1940 il primo esemplare spiccò il volo nei cieli di Baltimora, dove aveva sede la casa costruttrice, e confermò concretamente di possedere le caratteristiche che venivano richieste, superando immediatamente la velocità di 500 km/h.
A seguito delle prime consegne, che iniziarono del marzo del 1941, venne dato inizio al programma di addestramento degli equipaggi che si rivelò piuttosto difficoltoso proprio in ragione delle caratteristiche della macchina.
I primi impieghi in area operativa avvennero nel 1942 ed ebbero come teatro l'area dell'Oceano Pacifico.

## Descrizione tecnica

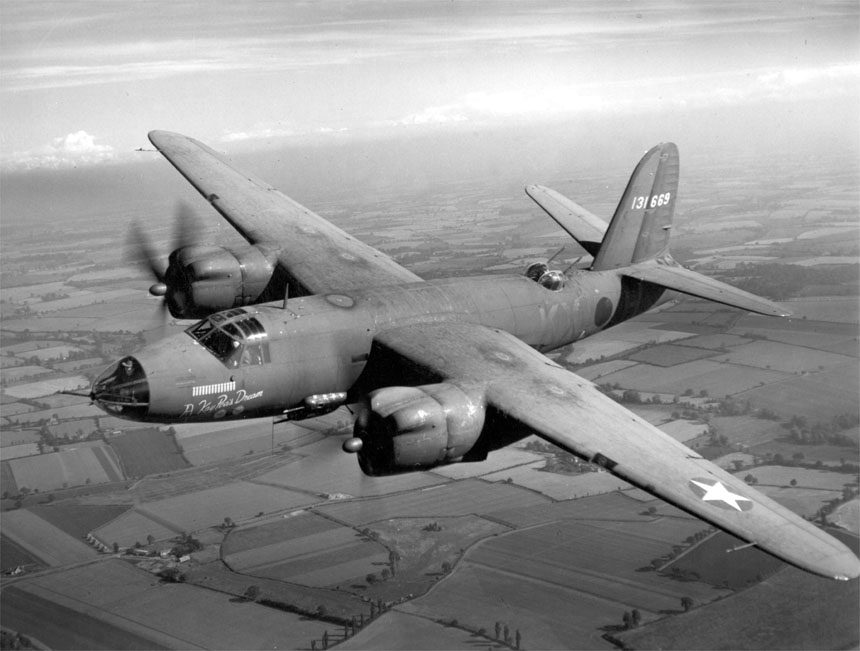
Un B-26B in volo.

### Struttura
Bimotore ad ala alta, era caratterizzato dalla fusoliera a sezione circolare e dalla cura aerodinamica alla ricerca delle massime prestazioni in velocità; il carrello era di tipo triciclo anteriore.
La caratteristica principale, ed anche la meno consueta, risiedeva nell'elevato rapporto di carico alare che, all'epoca, era in assoluto il più elevato mai fatto registrare da un aereo militare.
Da questa peculiarità derivavano, logicamente, elevate velocità di decollo ed atterraggio che furono le ragioni principali dei lunghi periodi necessari per l'addestramento nonché le cause di diversi incidenti.
Ovviamente tutto ciò contribuì ad attribuire una cattiva fama al velivolo che, poco amato dagli equipaggi, si vide conferire appellativi non propriamente affettuosi: "fabbricante di vedove", "bara bimotore", "puttana volante", "prostituta di Baltimora" (dal luogo in cui aveva volato per la prima volta), fino alla storpiatura del nome, che divenne "Martin Murderer" ("Omicida della Martin").
Il numero degli incidenti occorsi durante l'addestramento determinò l'istituzione di una apposita commissione valutativa e la temporanea sospensione dei programmi produttivi; i risultati delle verifiche condotte portarono all'ampliamento delle dimensioni delle ali e degli impennaggi (a partire dalla versione "B").
All'atto pratico, tuttavia, la riduzione del carico alare che ne sarebbe dovuta derivare venne azzerata dall'aumento di peso prodotto mediante l'installazione dell'armamento potenziato.

### Motore
Il Marauder ebbe come unica motorizzazione, nelle varie versioni prodotte, quella costituita da una coppia di Pratt & Whitney R-2800 Double Wasp.
Il motore, un radiale 18 a cilindri dalla cilindrata di 45 950 cm³ (corrispondenti a 2 804 in³, da cui il codice numerico della definizione), erogava una potenza nell'ordine dei 2 000 hp (1 491 kW) che rimase pressoché inalterata per tutte le versioni impiegate sul B-26.

### Armamento
L'armamento difensivo della prima versione era costituito da 7 mitragliatrici Browning M2 da 7,62 mm, che con il progredire delle versioni divennero 11, tutte maggiorate al calibro di 12,7 mm.
L'armamento offensivo, stivato in un vano all'interno della fusoliera, era inizialmente costituito da un massimo 3 000 lb di esplosivo (pari a 1 360 kg) che aumentò fino 4 000 lb (1 815 kg) per le varianti F e G.
La versione A venne adattata al trasporto di un siluro, esternamente alla fusoliera; non risulta che tale adattamento sia stato replicato nelle versioni successive.

## Impiego operativo

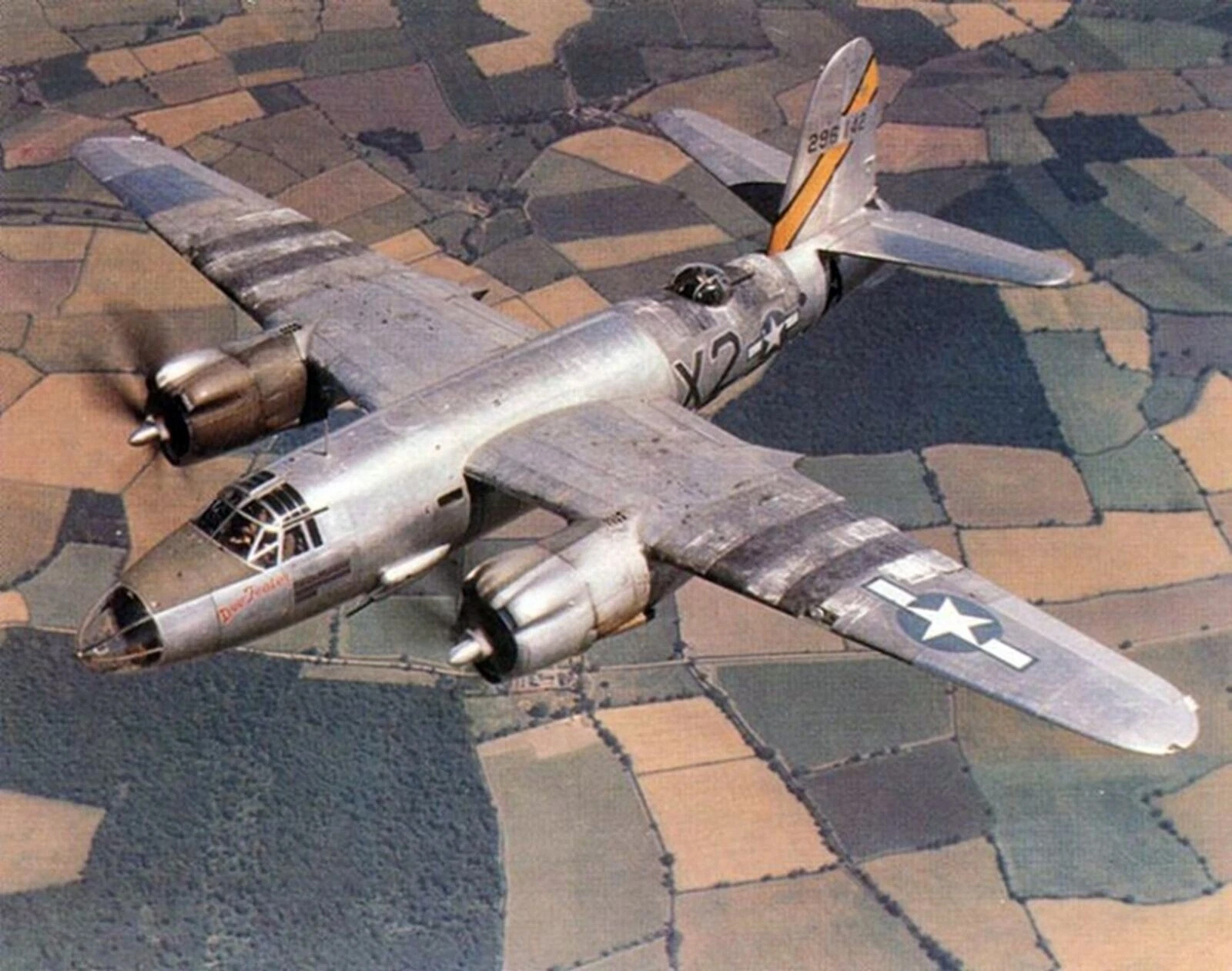
Il B-26B "X2-A", battezzato "Dee Feater".

Dopo le difficoltà incontrate inizialmente, il Marauder prestò servizio in tutti i teatri operativi del secondo conflitto.
Nel Pacifico il B-26 vide l'inizio della propria esperienza di silurante, per la quale tuttavia non si possono annoverare successi di rilievo.
A partire dagli ultimi mesi del 1942 il Marauder fece la propria comparsa nel teatro operativo mediterraneo dove agli esemplari dell'USAAC si affiancarono quelli consegnati alla RAF ed alla Royal South African Air Force.
L'ultima consegna ebbe luogo il 30 marzo del 1945.

## Versioni

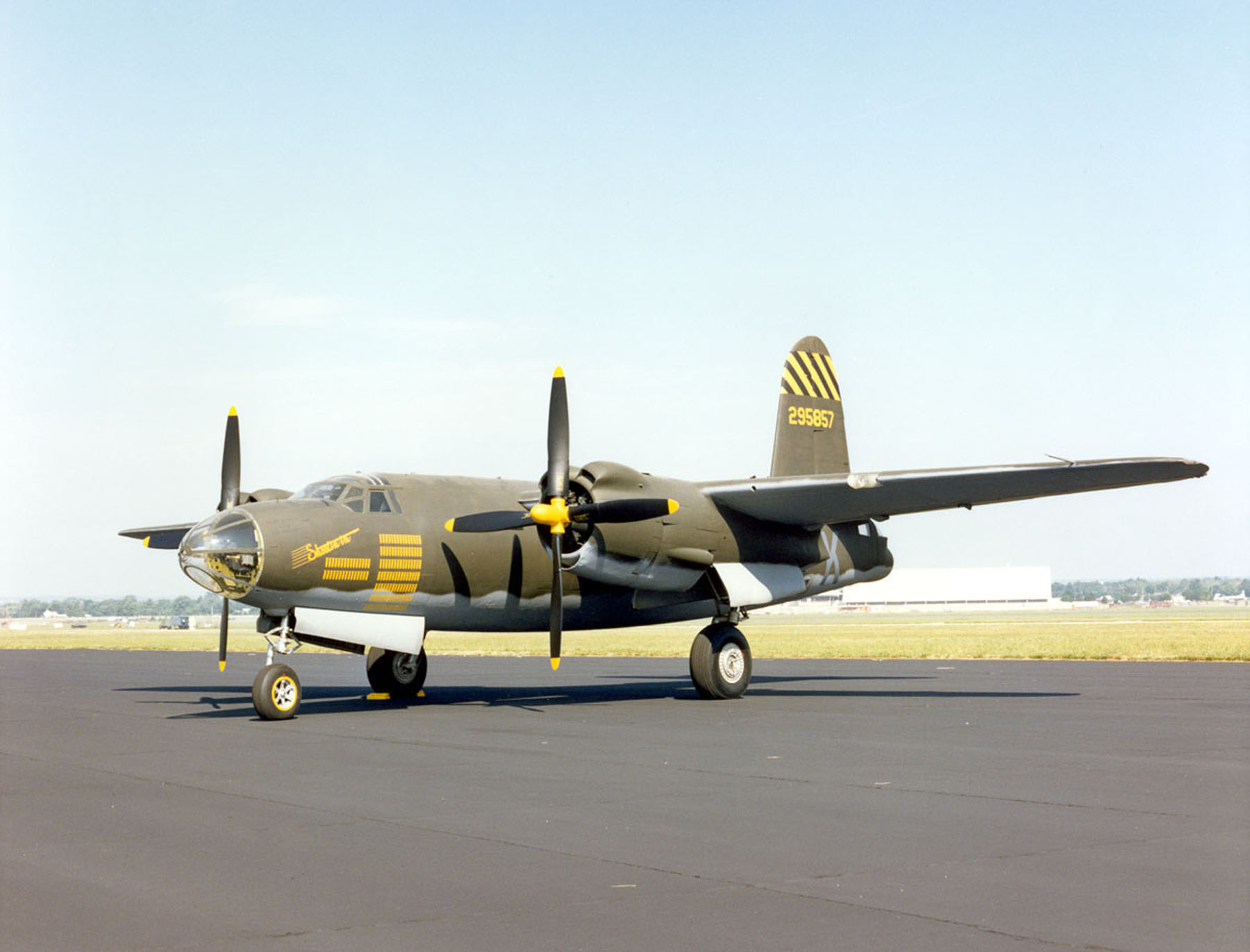
Un B-26G conservato presso il National Museum dell'USAF.

- B-26: prima versione di serie; 201 esemplari costruiti;
- B-26A: dotato di motori R-2800-9 o -39, dotato di serbatoi maggiorati e predisposizione per un siluro (esternamente, sotto la fusoliera); venne passato da 7,62 a 12,7 mm il calibro delle due mitragliatrici nel muso; 139 esemplari costruiti;
- B-26B: motorizzato con i R-2800-41 e con tutte le mitragliatrici portate al calibro di 12,7 mm; costruito in 1 883 esemplari, che dal 642° in poi ebbero apertura alare ed impennaggio verticale maggiorati rispetto ai precedenti;
  - AT-23A o TB-26B: 208 B-26B vennero modificati nel 1943 e destinati all'impiego di traino bersagli ed addestratori al tiro; alcuni esemplari furono impiegati dall'aviazione della Marina e designati JM-1;
    - JM-1P: a loro volta alcuni JM-1 vennero trasformati in ricognitori fotografici;

  - CB-26B: 12 esemplari di B-26B furono convertiti in trasporti (assegnati al US Marine Corps ed impiegati nelle Filippine);
- B-26C: impiegava motori R-2800-43; del tutto simile alla versione B, ma costruita negli impianti della Martin a Omaha (Nebraska); prodotta in 1 235 esemplari;
  - AT-23B o TB-26C: trasformazione di 350 B-26C in trainatori di bersagli o addestori al tiro;
- B-26F: versione con angolo d'attacco alare incrementato (3°5') allo scopo di migliorare le prestazioni in fase di decollo; prodotto in 300 esemplari;
- B26-G: molto simile alla versione F, in quanto differiva solo per gli equipaggiamenti interni; costruita in 893 esemplari;
  - TB-26G: ultima versione destinata al traino bersagli od all'addestramento al tiro; in tutto furono prodotti 57 velivoli, di cui 32 girati all'US Navy e designati JM-2;

### Varianti per l'esportazione
Nell'ambito del Lend-Lease Act del 1941 gli USA fornirono diversi esemplari del velivolo al Regno Unito; queste macchine conservarono il nome Marauder ma vennero denominate secondo lo standard inglese:
- Mk I: 139 esemplari di B-26A;
- Mk IA: 19 esemplari di B-26B;
- Mk II: 123 esemplari di B-26C;
- Mk III: 200 esemplari di B-26F e 150 di B-26G;

### Varianti sperimentali

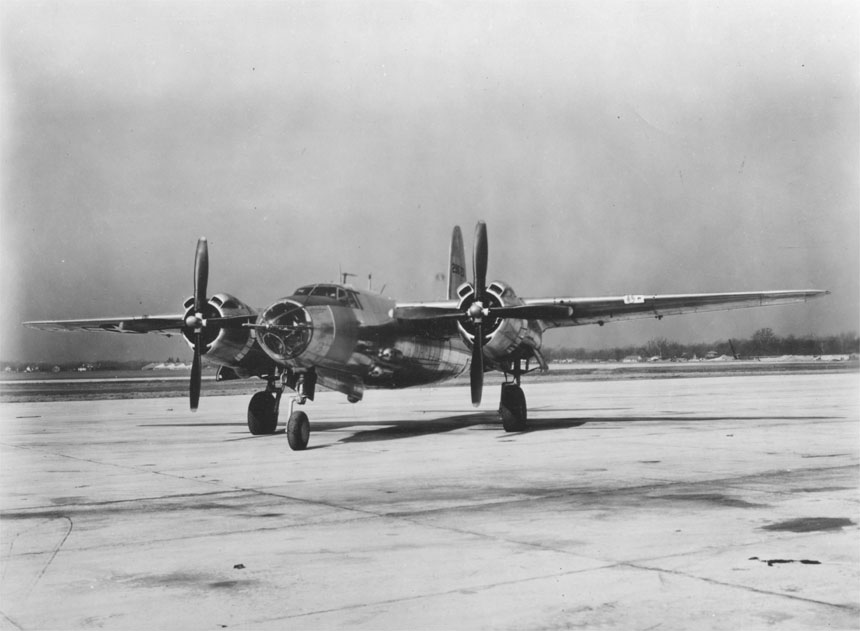
Un B-26F.

- XB-26D: prototipo per la valutazione di impianti antighiaccio ad aria calda destinati ai bordi d'attacco delle ali e degli impennaggi;
- XB-26E: prototipo alleggerito; aveva la torretta dorsale posizionata immediatamente dietro il bordo d'uscita alare;
- XB-26H: prototipo ottenuto modificando un B-26G, impiegava un carrello simile a quello poi impiegato sui Boeing B-47 e Martin XB-48;

Dati tratti da L'Aviazione

## Utilizzatori
Francia libera

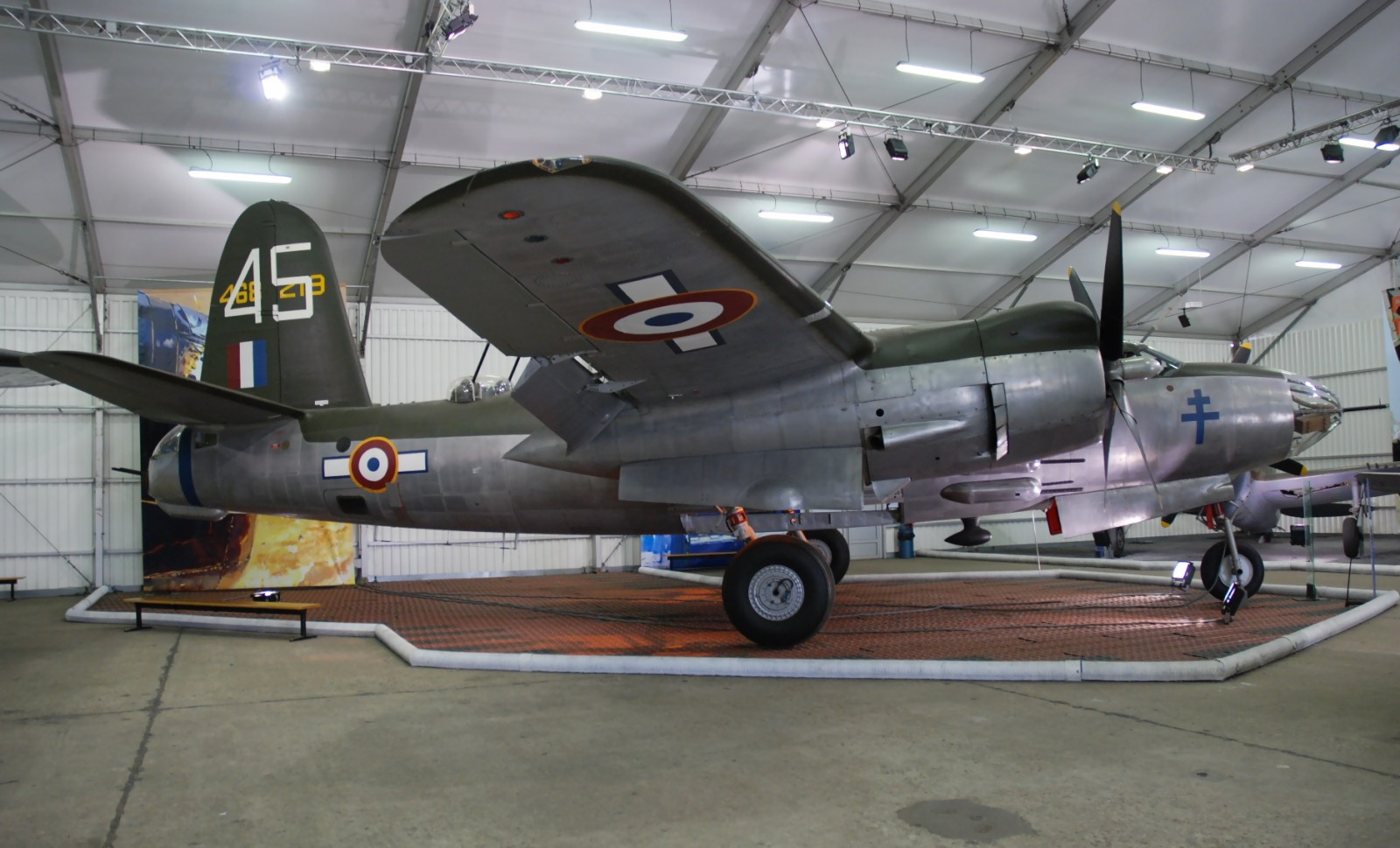
Il B-26G con le coccarde della Forces aériennes françaises libres esposto presso il Musée de l'air et de l'espace presso l'Aeroporto di Parigi-Le Bourget.

- Forces aériennes françaises libres

 Sudafrica
- South African Air Force

 Regno Unito
- Royal Air Force

 Stati Uniti
- United States Army Air Corps
- United States Army Air Forces
- United States Marine Corps
- United States Navy

## Curiosità
- A mitigare la fama di aereo difficile, è doveroso rilevare che il Marauder si dimostrò una creatura estremamente valida e, per certi versi, più sicura di molti altri aerei contemporanei.

- Tra le imprese leggendarie giunte fino ai nostri tempi, si annovera la storia del B-26B della 9th Air Force battezzato Flak Bait (Esca per la contraerea): impiegato a partire dal 16 agosto 1943 fino al termine del conflitto nei cieli europei, fu il primo tra i bombardieri alleati a raggiungere la soglia delle 200 operazioni di bombardamento. Sulle sue ali e sulla fusoliera vennero applicati oltre 300 "rattoppi" per ricoprire, si narra, oltre 1 000 fori di proiettili della contraerea e schegge varie.[8]

- Era soprannominato dai suoi equipaggi Flying Prostitute (Prostituta volante).